# Becila
Becila fue un eclesiástico hispano, obispo arriano de Lugo a finales del siglo VI.
En el año 585 el rey visigodo Leovigildo conquistó el reino suevo, imponiendo el arrianismo como religión oficial; el obispo católico de Lugo Nitigisio fue desterrado y Becila fue nombrado en su lugar. Simultáneamente la diócesis, que desde el concilio de Lugo del año 569 era metropolitana, perdió esta condición para volver a ser sufragánea de la de Braga.
En el 589, ya bajo el reinado de Recaredo, se celebró el III Concilio de Toledo en el que se decretó el catolicismo como única religión en todo el reino visigodo y se restituyó en sus respectivas sedes a los obispos católicos desterrados por Leovigildo. Becila fue uno de los obispos que en este concilio abjuraron del arrianismo; se supone que tras su conversión le fue reservada la diócesis para serle entregada tras la muerte del ya anciano Nitigisio, como ocurrió en otros casos similares, aunque no hay constancia de que esto se llevara a cabo.